# 마오쩌둥

천안문에 있는 장전스가 그린 마오쩌둥 초상화

마오쩌둥(중국어 간체자: 毛泽东, 정체자: 毛澤東, 병음: Máo Zédōng, 한자음: 모택동, 중국어 발음: [mǎʊ tsɤ̌.tʊ́ŋ] ( 듣기), 1893년 12월 26일~1976년 9월 9일)은 중화인민공화국의 혁명가, 정치인이다. 초대 중국 공산당 중앙위원회 주석을 지냈다. 자는 룬즈(潤之,윤지), 융즈(咏芝,영지), 호는 쯔런(子任,자임)이다. ‘마오쩌둥 사상’을 창시한 사상가로도 족적을 남겼으며 시인, 서예가로도 이름이 있다.
마오쩌둥은 후난성 샤오산의 부유한 농부의 아들이었다. 그는 일찍이 반제국주의를 견지했으며, 특히 1911년 신해혁명과 1919년 5·4 운동 사건의 영향을 받았다. 베이징 대학에서 사서로 일하면서 마르크스-레닌주의를 받아들였고 1927년 추수 봉기를 이끄는 중국공산당의 창립 멤버가 되었다. 국민당과 국공 내전이 있던 중 마오쩌둥은 홍군을 지도하였고 장시 소비에트의 급진적인 토지 정책을 이끌었으며, 궁극적으로 중국공산당의 지도자가 되었다. 대장정, 중일 전쟁 당시 국민당과 일시적으로 제2차 국공 합작을 하였으나 일본의 항복 이후 중국의 내전이 재개되었고 마오쩌둥의 군대는 국민당 정부를 패배시켰다.
1949년 10월 1일, 마오쩌둥은 중국 공산당이 통제하는 마르크스-레닌주의 일당 국가인 중화인민공화국의 건국을 선언했다. 이듬해에는 중국의 토지 개혁, 반혁명진압운동, 삼반 오반 운동, 6.25 전쟁를 통해 그의 지배를 공고히 하였다. 1953년부터 1958년까지 마오는 중국에서 계획 경제를 시행하고 중화인민공화국의 첫 헌법을 만들고 산업화 프로그램을 시작했으며 "양탄일성" 프로젝트를 시작하는 데 중요한 역할을 했다. 1957년에는 반우파 운동을 시작했는데, 대부분이 지식인과 반체제 인사를 박해했다. 1958년에 그는 중국 경제를 농업 사회에서 산업 사회로 빠르게 변화시키는 것을 목표로 하는 대약진 운동을 시작했다. 그 결과 1958년에서 1962년 사이에 역사상 가장 치명적인 기근으로 1,500만~5,500만 명이 사망했다. 1963년 마오쩌둥은 사회주의 교육 운동을, 그리고 1966년에 문화대혁명을 시작하였다. 혁명 기간 동안 수천만 명의 사람들이 박해를 받았고 추정되는 사망자 수는 수십만에서 수백만에 이른다. 1976년에 일련의 심장 마비를 겪었고 82세의 나이로 사망했다. 마오쩌둥 시대에 중국의 인구는 약 5억 5천만 명에서 9억 명 이상으로 증가했다.
논쟁의 여지가 있는 인물인 마오쩌둥은 20세기에서 가장 중요한 인물 중 한 명으로 간주된다. 그는 정치가, 이론가, 군사 전략가, 시인으로도 알려져 있다. 마오쩌둥 시대에 중국은 한국 전쟁, 중소 분쟁, 베트남 전쟁, 크메르 루주의 부상에 휘말렸다. 그는 독재적이고 전체주의적인 정권을 통해 중국을 통치했으며 종교 및 문화 유물과 유적지의 파괴는 물론 대량 탄압에 책임이 있다. 기아, 박해, 감옥 노동 및 대량 처형을 통해 4천만에서 8천만 명에 이르는 희생자로 추정되는 방대한 수의 사망에 책임이 있다. 마오쩌둥은 중국을 반식민지에서 강국으로 탈바꿈시켰으며, 마오쩌둥의 통치 시기 문맹 퇴치, 여성 권리, 기본 의료, 초등 교육 분야의 개선 및 기대 수명의 큰 향상이 있었다.

## 생애

### 생애 초기

#### 출생과 유년기
1893년 12월 26일 청나라 호남성 상담현 소산충의 부유한 농가에서 농부 마오이창(毛貽昌)의 셋째 아들로 태어났다. 셋째 아들이었으나, 위의 형제 두 명이 요절했기 때문에, 사실상 맏이가 되었다. 원래는 명문 호족의 후손이었다가 빈농으로 전락하였으나 마오의 부친이 농업과 곡물상 등을 하면서 재산을 모으고 가세를 일으켜 부농이 되었다. 유모와 하인을 두었던 마오는 풍족한 환경에서 자라났으며, 1900년 7세 때 마을 서당에 입학하여 유교 경전의 기초지식을 익혔다.
유년기부터 민족주의적인 사상을 접하게 된 그는 청나라를 이민족의 침략자라 생각하고 은연중 반청 사상을 갖게 되었다. 이후 학교에 들어가 정식 초등교육을 받았는데, 집안이 상대적으로 넉넉했기 때문에 학교에 다닐수 없었던 동년배들과는 달리 학교에 갈 수 있었다. 그러나 그는 교육의 용도는 문서기록이나 계산을 위한 것이라고 생각하는 집안 분위기 속에서 성장했다.

#### 가출과 학창 시절
1905년 12세 때 학업을 중단하고 아버지의 강요로 집안의 농장에서 일하게 되었다. 상급 학교에 진학하고 공부를 하고자 했던 그는 부친의 강요에 의해 학업을 중단하였으나 공부의 꿈을 포기하지 않았다. 당시의 풍습대로 마오 쩌둥도 조혼을 하게 되었으나 부모가 정해준 여자와 결혼시키려고 하자 집을 나와 현립(縣立) 둥산 고등소학교에 입학했다. 이후 하숙과 아르바이트로 생활했고, 후에 창사에 있는 상향 중학교로 전학하고 계속 학업에 정진하여 주성중학에 입학했다.
독서를 좋아한 그는 학교에 재학하며 역사책과 소설을 탐독하였으며, 반청활동가들의 소식을 접하게 된다. 1911년 신해혁명이 터지자 혁명군에 가담했다. 1911년 10월 10일 후난성 혁명군 소속의 한 부대에 배속되어 사병으로 6개월을 보냈다.

### 혁명가 활동

#### 소년기와 항일활동
1912년 봄이 되어 중화민국이 개국했고 이후 학교로 복학하여 다시 학업에 매달렸으며, 1912년 수석의 성적으로 후난성 공립고등중학교에 들어갔다. 그러나 1년 동안 경찰·법률·상업 학교 등을 전전, 이것저것에 손을 대며 방황하였다. 중학교에서 역사를 공부하기도 했고 여러 고전들을 읽으면서 여러 달을 보내기도 했다. 1913년에는 후난 성립 제1사범학교에 입학하였다.
상급학교 진학의 꿈이 좌절, 대학 공부나 외국 유학을 하지 못하였으나 그는 제1사범학교에 재학 중, 영국에서 유학하고 돌아온 유학파 출신으로 당시 중국의 봉건사상을 비판하던 교사 양창지를 만났고, 그로부터 많은 영향을 받았다. 제1사범학교 재학 중인 1917년 그는 개혁성향의 꿈을 꾸던 동료학생들과 신민학회(新民學會)를 조직하였는데, 회원은 대부분이 제1사범학교 학생들이었고, 신민학회 출신은 훗날 후난성 혁명 지식인의 모태가 된다.
1918년 후난 성립 제일사범학교(창사 소재)를 졸업한 그는 베이징 대학에 취직, 베이징 대학 도서관 사서보(司書補)로 근무하였다. 1918년 "신민학회"를 창립하고, 이해 사범학교를 졸업후, 스승이자 훗날 장인이 되는 양 창지와 함께 베이징으로 왔다. 1919년 양 창지는 베이징 대학의 교수가 되었고, 그의 추천과 리다자오와의 교분으로 마오는 도서관 사서로 일할 수 있었다. 마오는 한편으로 일하면서 한편으로는 천 두슈, 리 다자오, 첸 쉬안퉁과 같은 당시 지식인들의 강의를 접하고 수많은 사상, 혁명과 전쟁에 관한 책들도 읽을 수 있었다. 이때의 학습으로 훗날 마오사상의 기초를 다졌다. 1919년 여름에 그는 창사에서 농민을 제외한 학생·상인·노동자들만의 연대단체를 결성, 조직해 당시 국민 정부에 항일운동을 촉구하는 시위를 주도했다. 실제 1919년은 마오를 비롯한 청년지식인들이 제1차 세계대전 당시 승전국이었던 일본 제국이 독일로부터 빼앗은 산둥반도의 소유권을 인정한 베르사유 조약에 항의하는 5.4운동으로써 민족의식을 일깨우던 시기이다. 동시에 각 언론에 글을 발표하여 계몽을 촉구하였는데, 글의 주제는 주로 전 세계에 '홍위병'(紅衛兵)의 창설을 촉구하고 러시아 혁명을 찬양하는 내용이었다.

#### 언론, 교육, 계몽 활동
1920년 고향으로 돌아와 잡지 《상강평론》를 창간했지만 성정부의 탄압으로 폐간되었다. 이후 천두슈, 리다자오와 만나고 교육의 중요성을 깨닫고, 학교창립에 참여, 창샤사범학교 부속 초등학교 교사가 되었다. 교육 사업은 성공적이었고, 아버지의 유산까지 물려받아 생활이 안정되자, 그는 양 창지의 딸이자 동급생이었던 양카이후이와 결혼했다. 마오쩌둥은 양카이후이와 부부생활을 하면서 아들을 두 명 두었다.
상향중학교 시절부터 마르크스-레닌주의를 연구하던 그는 1920년 상하이로 건너가 공산주의 사상가 천두슈를 만났으며 다시 창사로 돌아왔다. 1920년 말 그는 창사제1사범학교의 부속소학교 교장 겸 사범학부 어문(語文學) 교사가 되었고, 1924년까지 창사 제1사범학교에 재직했다. 창사제1사범학교 교사 재직 중 1921년 1월부터 그는 마르크스주의를 본격적으로 수용하고 혁명가의 길에 투신을 결심하였다.

#### 중국 공산당 창립
본격적으로 마오 쩌둥은 공산주의에 심취하기 시작하였고, 1921년 8월 상하이에서 열린 중국 공산당 제1차 전당대회에 창립대회에 참석하였다. 이때 참석한 멤버 중 중화인민공화국 건국 때까지 중국 공산당에 남아 있었던 사람은 마오와 둥비우 두 사람뿐이었다. 나머지는 혁명 운동 중에 죽거나 혹은 변절하여 중국 국민당이나 일본 제국으로 전향하였다. 이 대회에서 마오는 회의 서기를 맡아 보았다. 이후 고향으로 돌아와 10월에는 후난성에 중국 공산당 지부를 창립하고 서기로 취임하였다.

### 정치 활동

#### 국공 합작 시절
1923년에는 제3차 전당대회에 출석하여 5명의 책임비서 중 한명으로 선출되었다. 공산당은 국민당과 함께 항일연대를 위해 국공합작을 추진했고 곧 성사되었다. 국공합작이 성립되자 1924년에는 중국 국민당의 제1기 중앙후보집행위원으로 선출되었다.
이어 중국 국민당 중앙집행위원으로 선출되었고, 동시에 1924년 중국 공산당 중앙위원, 공산당 선전부장 대리, 중화민국 중앙농민운동 강습소장, 정치주보 사장 등을 겸임하였다. 1925년 제4차 국민당 당대회에 참석하였으나 중앙위원회 위원이 되는 데 실패하였다. 1925년 10월에는 국민당 선전부장 대리로 임명되었다. 그동안 후난성 농민운동의 동향을 관찰하고 그 혁명성을 주목한 《후난농민운동고찰보고》를 발표했다. 공산혁명의 동력으로 농민을 주목한 마오사상의 특징은 여기에서부터 비롯된 것이다.
1926년 11월 마오쩌둥은 고향인 후난 성으로 다시 돌아갔다. 1927년 1월과 2월 그는 고향의 농민운동을 연구하고 살펴봤다. 농민운동을 살펴본 그는 가까운 장래에 수억 명의 중국 농민들이 '폭풍우처럼' 봉기할 것이라고 결론지었다. 그는 농민의 힘이 너무나 엄청나고 폭발적이기 때문에 아무리 커다란 세력이라도 그것을 억누르지 못할 것이라고 예측하였으나, 장제스는 그 가능성을 낮게 보았다.
장 제스는 노동자•농민을 자기 편으로 만드는 데 노력하지 않았고, 1927년 4월에는 국민당의 상하이 입성을 도왔다가 소비에트 요원이 된 상하이 노동자들을 학살했다. 국민당과 제휴해 혁명을 완수하려는 스탈린의 전략이 수포로 돌아갔고 중국공산당은 도시에서 거의 전멸, 지방에서는 1/10 이상이 파괴되었다. 국공합작은 실패했고 1927년 10월 마오는 후난의 추수봉기에서 살아 남은 수백 명의 농민운동가들 이끌고 피신, 장시성과 후난성 접경지역에 있는 징강 산(井崗山,정강산)으로 퇴각, 한동안 은신하며 농민부대를 재정비했다.

#### 장시 소비에트 시절

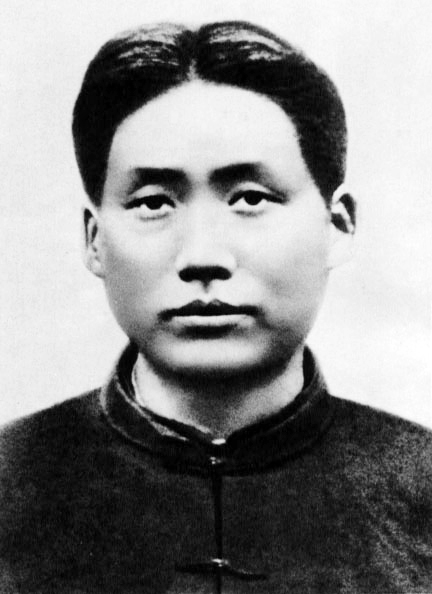
1927년 무렵의 마오

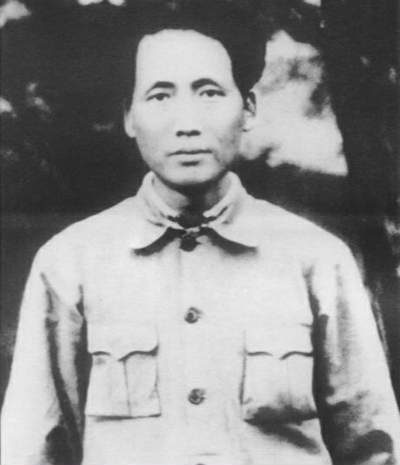
1931년 무렵의 마오

1927년 마오는 창샤에서 추수 봉기를 이끌었다. 여기서 그는 "중국공농혁명군"이라고 이름붙은 무장병력을 이끌었지만, 토벌군에게 진압당하여 패잔병을 이끌고 장시성의 싼완으로 도주했다. 여기서 병력을 재편성하고 다시 장시 성의 징강산으로 옮겼다. 마오의 군대에 지역 토비와, 또다른 공산당 지도자인 주더의 군대가 합류하여 "중국공농홍군"(약칭 홍군) 제4방면군을 구성하였다.
1931년에서 1934년까지 홍군은 영향력을 넓혀 중화소비에트공화국이라는 과도정부를 건설하고 마오는 주석겸 중국 공산당 중앙집회위원회 주석을 맡았다. 1930년 추수 봉기 이후 떨어져 지냈던 양카이휘가 국민당에 잡혀 처형되었고, 마오는 이곳에서 허쯔전과 재혼하였다. 마오는 전문적인 군사교육을 받았던 주더의 도움을 받아 매우 효율적인 부대를 조직하였으며, 특히 민폐를 끼치지 못하게 하는 엄정한 군율로 농민을 지지세력으로 삼아 농촌을 근거지로 하는 게릴라전략으로 계속되는 국민당군의 토벌전을 분쇄하였다.
난징에서 국민 정부를 이끌던 장 제스는 이러한 소비에트를 분쇄하기 위해 4번의 토벌전을 펼쳤으나, 번번이 홍군에 패했고, 국민당군이 버리고 도주한 군사물자는 오히려 홍군의 성장을 촉진시켰다. 1932년 6월까지 홍군은 9만 명의 정규병력과 보조병력으로 4만 명의 민병대를 보유하고 있었다. 국공합작이 결렬된 이후 불법화된 공산당원들은 국민당의 체포와 탄압을 피해 장시 소비에트 지역으로 몰려들기 시작했다. 그러나 장시 소비에트로 피난해온 중국공산당 고위급들이 많아지면서 마오의 지도력은 흔들리기 시작하였다. 특히 옛 소련에서 정통 마르크스-레닌주의를 공부하고 돌아온 "28인의 볼셰비키" 그룹은 코민테른의 지지를 받아 당권을 장악하였고, 그들은 유격전을 중심으로 한 마오의 전략을 버리고 정규전을 결정했다.

#### 장정과 옌안시절
한편 국민당군은 100만의 병력을 동원해 제5차 토벌전을 시작하였다. 국민당에 파견된 독일 군사고문단의 한스 폰 젝트의 조언으로 진지와 토치카를 구축하면서 천천히 진격했고, 이에 1931년부터 마오를 대신해 군사지휘권을 장악한 "28인의 볼셰비키" 그룹의 보구와 코민테른에서 파견된 독일인 군사고문 오토 브라운은 이에 정면으로 대응하다가 커다란 인명손실을 내었다. (양측이 모두 독일인 군사고문의 조언에 의해 움직였다) 또한 게릴라전을 수행하는 데 절대적으로 필요한 배후 촌락이 모두 국민당의 손에 넘어가 소비에트는 붕괴하기 시작했다. 그래서 1934년 10월 가을, 공산당 지도부는 장시 소비에트를 포기하고 산시성에 있는 근거지로 옮기기로 결정했다. 마오를 비롯한 중국공산당 지도부는 1만킬로미터를 걸어 결국 산시에 도착하였다. 장정 도중 1935년 1월 열린 쭌이 회의에서 "28인의 볼셰비키" 그룹은 붕괴하고, 마오에게 공산당의 절대적인 지도권이 넘어왔다. 1935년 10월, 마오가 이끄는 부대는 티베트와 같은 소수민족 지역을 거쳐 목적지에 도달했고, 1936년 국민당군의 토벌전을 피해 이동을 개시한 나머지 부대들도 이곳에 합류하였다.

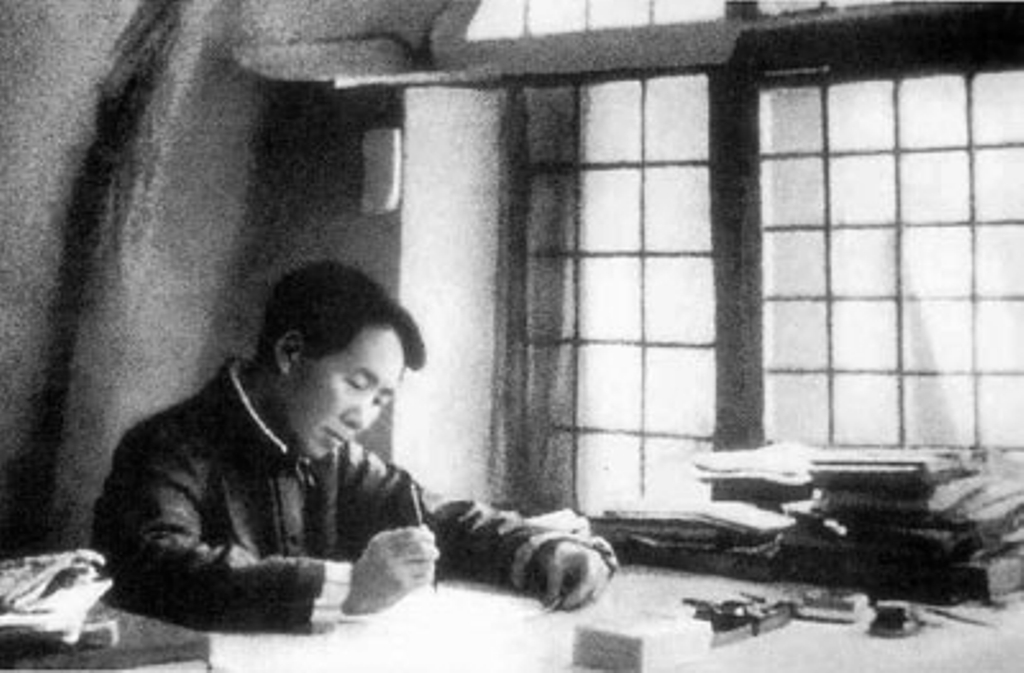
피난 중 집무 모습 (1938년)

1936년 장 제스는 만주사변이후 일본군에게 근거지를 잃고 근처에 주둔한 장 쉐량의 군대에게 도주해온 공산군의 토벌을 명령했다. 토벌전을 독전하기 위해 장제스는 장쉐량이 주둔해 있던 시안을 방문하였다. 공산당에 동정적이었던 장쉐량은 일본제국의 침략에 무 대응으로 일관하면서도 공산군 토벌만 주장하는 장제스에 불만을 품고 도리어 장제스를 체포하는 시안 사태를 일으켰다. 장제스는 풀려나는 조건으로 항일을 위한 공산당과의 휴전과 제2차 국공합작에 합의했다. 이에 따라 홍군은 국민혁명군 제8로군과 신사군으로 개편되어 형식상 국민당 군에 소속되었지만, 실제로는 독립적으로 존재했다. 이후 공산당은 일본군이 점령한 화북지역을 중심으로 세력을 확장하였다.

#### 정풍 운동
1942년부터 마오는 공산당의 본부가 있던 옌안에서 정풍운동을 개시하였다. 이는 마오의 당에 대한 지도권을 재확인하고 당에 남아있던 마오의 반대파들을 약화시키기 위한 것이었다. 이에 따라 왕밍 등 한때 마오에 반기를 들었던 당내 주요인사들은 대중앞에서 스스로 과오를 인정하는 자아비판을 할 수밖에 없었으며, 보안조직을 이끌었던 캉성에 의해 트로츠키주의자로 낙인찍힌 몇몇인사들은 체포되거나 처형되었다.
한편 마오는 1937년 허쯔전과 이혼하고 다시 배우 출신 장칭과 재혼하였다.

### 중국공산당 중앙위원회 주석

#### 국공 내전과 중화인민공화국 건국
1945년 8월 15일 일본 제국이 패망하여 항복한 이후, 중국 국민당과 중국 공산당은 미국의 중재로 공동정부를 구성하기 위한 협상을 시작하였으나 실패했고, 이어 본격적인 내전이 개시되었다. 초기국면에서 국민당군은 병력수에 있어서 공산군보다 월등히 우세했고, 미국의 지원으로 무장하고 있어서 초기에 유리한 국면을 선점하였다. 그리하여 1947년에는 후쭝난 지휘하의 20만명의 병력이 중국공산당의 본부가 있던 옌안을 점령하기도 했다. 그러나 무리하게 점령지를 늘린 국민당군은 지나치게 병력이 분산되는 전략적으로 오류를 범하게 되었다. 게다가 중화민국 정부의 총체적 부패, 인플레이션으로 인한 경제붕괴, 그리고 이미 떠난 민심이 어우러져 1948년부터는 공산당측에 유리하도록 전세가 기울었다. 군인들이 민중들에게 폐를 끼치지 못하게 한 군율도 공산당 군대가 국민당 군대와의 전쟁에서 이긴 이유중 하나였다.
1948년 가을 린뱌오가 지휘하는 동북인민해방군이 만주에서 국민당군을 격파하는 것을 시작으로 전세는 역전되어 1949년 2월에는 베이징이 함락되었고, 이어 파죽지세로 4월에는 장강을 건너 중화민국의 수도 난징을 함락시켰다. 이어 5월에는 최대도시 상하이를 함락시켰고 12월에는 중화민국의 영역에 남아있던 최후의 대도시인 청두마저 함락되어 결국 중화민국의 대륙 영토는 완전히 상실하였다.
1949년 10월 1일 마오쩌둥은 베이징에서 중화인민공화국정부의 수립을 선포하고 국가주석에 취임하였다.

#### 중화인민공화국 건국 이후

##### 대약진 운동과 백화제방·백가쟁명

1972년 2월, 미국의 대통령으로서는 처음으로 중국을 방문한 닉슨 대통령이 마오쩌둥과 악수를 나누고 있는 모습

마오는 건국 선포 직후 소련을 방문하여 원조를 청하고, 광범위한 토지개혁을 실시하였다. 토지개혁에는 지주계급의 숙청이 전제조건이었으므로 수많은 지주들이 집회에서 처형되거나 강제노역지에 수용되었다. 이는 새로운 정권에 위협이 될 만한 반혁명세력을 뿌리뽑는다는 이유도 있었다.
1950년 5월 13일, 북조선의 김일성과 박헌영이 베이징에 도착하여 마오쩌둥과 면담하고 이오시프 스탈린이 모스크바 회담 때 ‘현 국제환경은 과거와는 다르므로 조선민주주의인민공화국이 행동을 개시할 수 있으나 최종결정은 마오쩌둥과의 협의를 통해 이뤄야한다’고 했음을 설명했다. 5월 14일 스탈린은 마오쩌둥에게 보낸 특별전문에서 “국제정세의 변화에 따라 통일에 착수하자는 조선사람들의 제청에 동의한다. 그러나 이는 중국과 조선이 공동으로 결정해야 할 문제이고 중국동지들이 동의하지 않을 경우에는 다시 검토할 때까지 연기되어야 한다.”고 했다. 5월 15일, 모스크바의 메시지를 받은 뒤 마오는 김일성 · 박헌영과 구체적으로 의견을 교환하였다. 김일성은 북조선이 ‘군사력 증강-평화통일 대남제의-대한민국 쪽의 평화적 통일 제의 거부 뒤 전투행위 개시’의 3단계 계획을 세웠다고 언급했다. 마오가 이 계획에 찬성을 표명하고 일본군의 개입 가능성을 물은 데 대해 김일성은 일본군이 참전할 가능성은 별로 없는 것으로 보나 미국이 2만~3만 명의 일본군을 파견할 가능성을 전혀 배제할 수는 없다고 답변했다. 그러나 일본군의 참전이 상황을 결정적으로 변화시키지는 못할 것이라고 말했다. 마오는 만일 미군이 참전한다면 중국은 병력을 파견해 조선민주주의인민공화국을 돕겠다고 했다. 소련은 미국쪽과 38선 분할에 관한 합의가 있기 때문에 전투행위에 참가하기가 불편하지만 중국은 이런 의무가 없으므로 조선민주주의인민공화국을 도와줄 수 있다고 했다. 조선민주주의인민공화국이 현 시점에서 작전 개시를 결정함으로써 이 작전이 양국간 공동의 과제가 되었으므로 이에 동의하고 필요한 협력을 제공하겠다고 했다.
이후 한국 전쟁의 참전을 결정하여 막대한 전비 때문에 신국가 건설이 잠시 지체되지만, 1953년부터 소련의 차관과 기술의 원조를 받아 소련을 본뜬 제1차 5개년 계획을 실시했다. 특히 농업 생산에서 커다란 진전을 보였고, 공업 발전을 위한 기초산업을 건설하였다. 결과에 고무된 마오는 제2차 5개년 계획을 발표하였고, 농업을 집단화하기 시작했다. 일종의 집단 농장이라고 할 수 있는 인민공사가 마을마다 구성되어 농민들은 여기에 수용되었다. 또한 공산 체제가 어느 정도 안정된 1956년에는 공산주의 사상과 언론의 자유를 보장하는 "백화제방·백가쟁명(百花齊放百家爭鳴)" 방침을 내놓았지만, 이후 사태가 자신의 권위를 위협하는 데에 이르자 돌연 방침을 180도 전환하여 1957년에는 당내 사상의 자유도 탄압하는 반우파운동을 전개하여 반체제 인사의 숙청에 나섰다.
마오는 제2차 5개년 계획을 시작하면서 수년안에 중국을 농업 국가에서 공업 국가로 탈바꿈시키고, 공업 국가의 지표라고 할 수 있는 철 생산량을 늘려 영국을 따라잡겠다는 대약진 운동을 개시하였다. 그러나 기술의 미비와 농업의 경시, 게다가 기후 이상으로 인한 나쁜 작황으로 말미암아 대기근이 일어나 수많은 사람이 아사하였다.

##### 주석 퇴임과 막후실권 행사
《리더스 다이제스트》에 따르면 1958년에 마오는 참새가 벼를 먹는모습을 보고 분노하였다. 참새를 가리키며 사람이 먹는 곡식을 새가 먹고있다니! “저 새는 해로운 새다.”라고 말했는데, 이 말 때문에 중국에는 참새잡이 광풍이 불어 1959년에는 제사해 운동으로 인해 중국 참새의 씨가 말랐다. 곤충을 먹이로 하는 참새가 없어지면서 각종 해충이 창궐하여 대흉년의 발생으로 4천만 명이 굶어죽었다. 1959년에 열린 루산 회의에서 국방부장을 맡고 있던 펑더화이가 대약진 운동을 전개한 마오를 비판하지만, 도리어 펑더화이 자신이 해임당하고 말았다. 대약진 운동의 실패로 아사자와 처형당한 수는 약 2천 500만 명을 헤아렸다. 1959년 대약진 운동에 대한 비난 여론이 확대될 조짐을 보이자 마오쩌둥은 국가주석직을 사임하였다. 그러나 마오의 뒤를 이어 국가주석에 취임한 류사오치는 대약진 운동을 강하게 비판하였고, 덩샤오핑과 함께 경제개혁을 주도하게 되었다.
마오는 배후에서 영향력을 행사하려 하였으나 류사오치는 친정 의사를 내비쳤고, 암암리에 영향력을 행사하려는 그와 수시로 갈등했다. 한편 스탈린의 뒤를 이어 집권한 니키타 흐루쇼프가 서방과의 관계를 개선하자, 마오는 이를 규탄하여 중소간의 관계에 균열이 일어나게 되었다. 그뿐만 아니라 1962년에는 티베트를 둘러싸고 인도공화국과 국경분쟁을 벌이기도 했다. 그리하여 미국뿐만 아니라 서방에서 안보적 위협이 증가하자 중국의 독자적 핵무기 개발을 실시하여 1964년 핵실험에 성공하였으며 조선민주주의인민공화국대표단에게 요동은 조선의 영토라고 인식했다.  마오쩌둥은 1965년 3월 베트남과 인도네시아 당대표 및 조선민주주의인민공화국의 최용건이 참석한 가운데 "아시아 지역 혁명에 대해 논의"에서 대한민국에서 무장 게릴라 봉기를 일으키라고 강요했다. 이에 대해서, 조선민주주의인민공화국의 김일성은 "남조선에는 해안이 많고, 산이 벌거벗었으며, 교통이 비교적 발달해 있는 데다 미군까지 주둔하고 있다"는 이유를 들어 반대하는 대신 "시간을 들여서 대중 속에 '비공연(非公然) 조직'을 만들어 대중 운동을 전개해야 한다. 이러한 투쟁이 아니고서는 소모일 뿐, 승리는 어렵다"는 의견이었다.

##### 문화 대혁명
류사오치와 덩샤오핑은 각각 국가주석과 당서기를 맡아 파멸적 결과를 초래한 대약진 운동의 뒷수습을 하면서 점점 마오를 제치고 실권자로 떠오르게 되었다. 이런 상황하에서 마오는 점점 이름뿐이고 상징적인 위치로 몰려갔다. 그러자 마오는 류사오치의 실각을 위한 공작을 계속 하는 한편, 1966년 문화 대혁명을 일으켜 다시한번 실권을 장악하려 시도하였다.
전국에서 마오를 맹목적으로 따르는 홍위병들이 일어났고, 이들은 "공산주의의 적"을 제거한다는 구실로 사회 원로와 종교인 등에게 무자비한 폭행과 조리돌림을 행했다. 이러한 혼란하에서 마오의 의도대로 류샤오치와 덩샤오핑은 실각하여 다시한번 마오는 권력의 전면에 나섰다. 대량의 학살과 인민재판, 숙청으로 지적 물적 자원을 손실했고, 만력제를 비롯한 명나라, 청나라의 황제 및 고관들의 능과 묘소는 파헤쳐졌다. 저우언라이나 류사오치 등은 혁명에 부정적이었으나 입장 표명이나 언급을 회피했다. 문화 대혁명 기간 중 약 2천~3천만 명 이상의 학살로 인한 인명피해를 초래했다. 문화 대혁명으로 반체제 인사와 야당 인사, 반마오쩌둥 인사를 제거한 그는 자신의 권력을 한층 강화하였고, 특히 류샤오치에 맞서 마오를 지지한 국방부장 린뱌오는 일약 마오의 후계자로 떠올랐다.

#### 린뱌오의 쿠데타 음모
린뱌오 등의 도움을 얻어 마오는 류샤오치의 실각음모를 꾸몄고, 1969년 류샤오치를 실각시키는데 성공한다. 이후 국가주석직은 일시적으로 공석이 되었고, 부주석 둥비우와 쑹칭링을 주석대행에 앉힌 뒤 사실상의 주석직 복귀와 다를 바 없는 실권을 행사한다. 그리고 류샤오치 제거에 공을 세운 린뱌오를 후계자로 승인한다.
린뱌오가 후계자 자리를 굳히는 듯했으나, 승계시기를 둘러싸고 린뱌오와 마오의 사이에 균열이 생겼고, 린뱌오는 빨리 정권을 넘겨주지 않는 마오에 불만을 품게 되었다. 린뱌오는 마오를 제거하고 정권을 잡기 위해 쿠데타 음모를 꾸몄고, (1971년) 마오는 남중국을 시찰하면서 돌연 린뱌오를 비난했다. 그러나 린의 음모는 실패로 끝났고, 린뱌오는 아들과 함께 소련으로 망명하던 중 비행기가 추락하여 사망하였다. 린뱌오의 쿠데타에 관한 상세한 정보는 현재에도 정치적으로 민감한 주제이기 때문에 상세히 밝혀지지 않고 있다.
린뱌오의 쿠데타가 실패로 돌아간 이후 그의 의심 증세는 강화되었다.

### 생애 후반

#### 4인방의 득세
린뱌오가 사망한 이후, 노쇠한 마오를 대신하여 정치 실권은 혁명원로들을 제치고 장칭 등 사인방과 캉성이 장악하였고, 린뱌오와 공자를 비난하자는 "비림비공"(批林批孔) 운동을 전개하여 자신들의 권력을 공고히 하려고 하였다. 1970년 헌법 수정 초안을 채택하여 1인 체제를 확립하고 사실상의 중국의 최고지도자로 군림하였다. 그러나 마오는 이러한 와중에서 파킨슨병 또는 운동 뉴런 장애로 짐작되는 중병을 앓고 있었기 때문에 거의 활동을 못했고, 공식 업무는 후처 장칭이 사실상 업무를 대행하다시피 했다.
1971년부터 72년에는 저우언라이 정무원 총리를 중심으로 하여 문화대혁명의 가치관과 1966년 이전의 정치·경제 질서 사이에 일종의 절충이 시도되어 사회갈등의 조정을 노력했다. 미국의 헨리 키신저가 1971년 8월 비밀리에 베이징을 방문해서 저우언라이 총리와 회담을 가졌고, 그 결과 1972년 2월 21일 베이징을 방문한 리처드 닉슨 대통령과 마오쩌둥 간의 미․중 정상회담이 이뤄졌다. 냉전 기류의 해소에는 일부 기여하였으나 그 이상의 성과는 없었다. 1976년 1월 저우언라이의 사망 이전에 벌써 문화대혁명 가치관과 이전의 질서 간 절충, 조정 노력은 균열이 보였고, 저우언라이가 사망하면서 사회갈등 조정노력은 실패하였다. 마오는 전문기술의 중요성을 인정하였다. 그럼에도 불구하고 그것은 광란적인 당원과 야심가들의 정치적 수사(修辭)에 묻혀버리고 말았고, 외국에서 온 것은 모두 반혁명적인 것으로 간주되었다.

#### 1차 천안문 시위와 사망
1972년부터 병으로 고생하였다. 암살과 테러를 의심했던 그는 고층 건물에 오르는 것과 비행기 탑승을 주저하거나 꺼렸다고 한다. 와병 중이던 1976년 4월 4일 제1차 천안문 사태가 발생했다. 이는 대규모의 민중봉기였다. 4월 5일 분노한 시위대는 반란을 일으켜 건물과 관공서, 자동차 등에 방화를 하는 등 일대 소요가 야기되었다. 교통은 마비되었고, 플래카드에는 마오쩌둥의 부인 장칭을 비롯한 4인방과 측근인 야오원위안 등을 비판하는 구호와 시가 많이 게재되어 있었고, 뒤에는 마오쩌둥의 퇴진을 요구하는 내용까지 올라왔다. 이 사건은 공안당국과 군에 의해 반혁명사건으로 철저히 탄압되었으며, 마오쩌둥은 이를 덩샤오핑 당시 중국공산당 부주석 겸 국무원 부총리를 제거할 기회로 삼고 덩샤오핑에게 책임을 물어, 4월 7일 그의 모든 직무를 박탈함으로써 실각시켰다.
그러나 소요사태는 쉽게 수그러들지 않았고 마오쩌둥의 퇴진을 외치며 시위가 격화되며 사태가 확산되어 가던 중 그는 진압을 시도했으나 군은 움직여주지 않았고 그는 완전히 고립된 채 생을 마감하게 된다. 1976년 9월 9일 그는 베이징에서 죽었다. 사망 당시 그의 나이는 82세였다. 그의 유해는 자신의 시체를 매장하라는 유언과는 상당히 다르게, 화장하라는 자신의 희망에도 불구하고, 블라디미르 레닌과 마찬가지로 시신이 보존되어 베이징의 "마오주석기념관"에 안치되었다.

### 사후
1981년 덩샤오핑이 정권을 잡은 후, 마오쩌둥의 문화 대혁명은 내란이었다고 공식 입장을 밝히고, 문화 대혁명 당시 학살과 소요사태의 책임을 마오쩌둥에게 있다고 규정했다. 그러나 마오쩌둥에게 숙청당할 위기에까지 몰렸던 덩샤오핑은 그에 대한 직접적인 비판은 자제하거나, 공은 공 과는 과 라고 선을 그었다. 중화인민공화국 건국 50주년인 1999년 10월 1일에 발행되기 시작한 중국 런민비 제5판 100위안, 50위안, 20위안, 10위안, 5위안, 1위안의 지폐 앞면의 인물에 모두 마오쩌둥이 나온다.

## 사상

### 신민주주의론

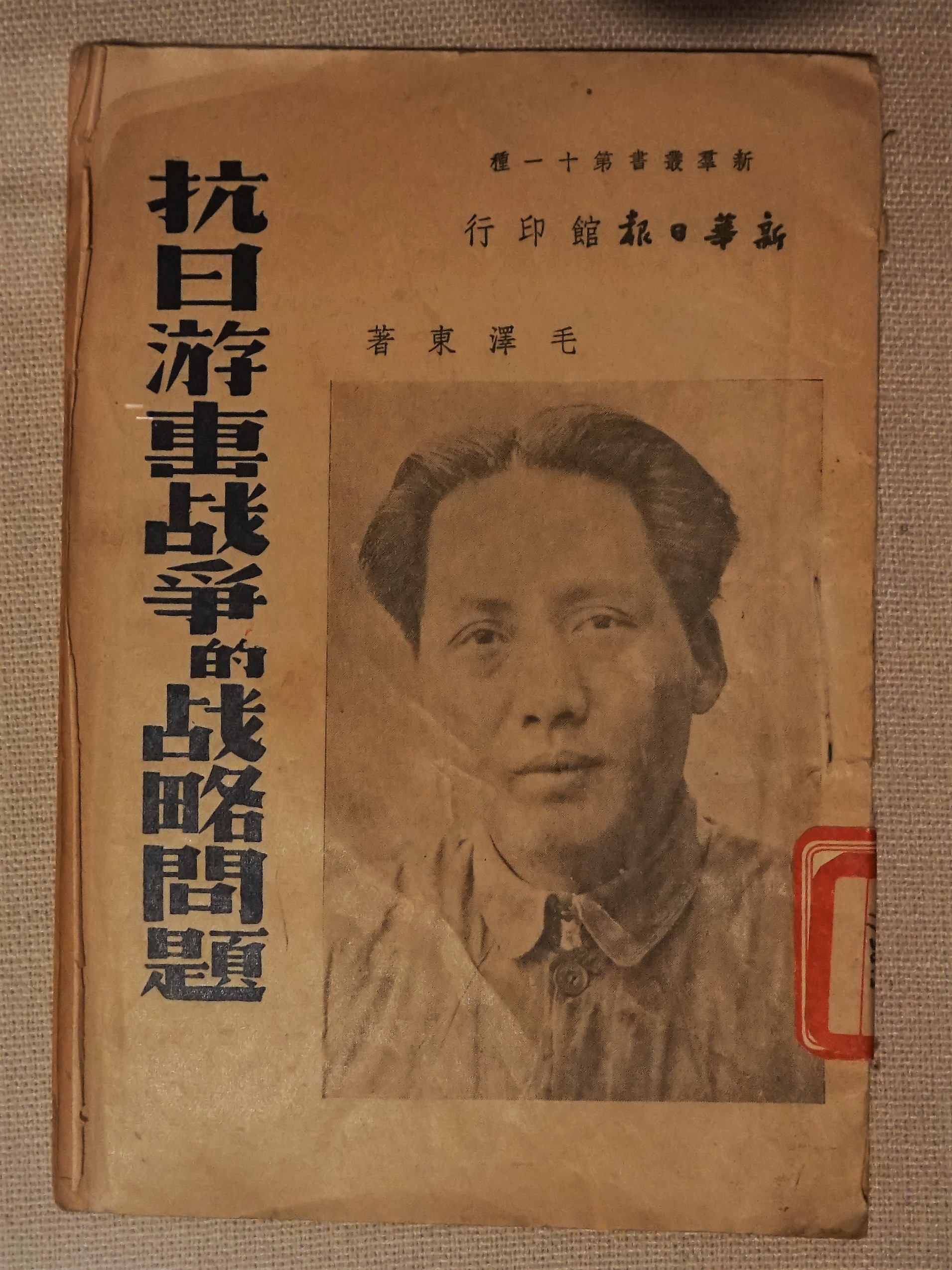
1938년 6월, 신화 일보 (新華日報) 발행의 마오쩌둥 은 반일 전쟁의 전략적 쟁점에 대해 논의했다.

1940년 마오쩌둥은 당시 사회 성격에 근거하여 혁명의 임무를 밝혔다. “중국 사회는 이미 하나의 식민지이자 반식민지, 반봉건사회이며, 중국 혁명의 주요한 적은 제국주의와 봉건세력이다.” 마오쩌둥은 이 시기의 혁명의 대상은 자본주의와 사유재산이 아니라 제국주의와 봉건주의이며, 중국 혁명의 성격은 무산계급 사회주의가 아니라 자본계급 민주주의라고 보았다. 다만 일반적인 자산계급 민주주의 혁명이 아니라 신식의 특수한 혁명이다. “이런 혁명은 바로 중국과 모든 식민지, 반식민지 국가에서 발전하고 있는데, 우리는 이런 혁명을 신민주주의 혁명이라고 일컫는다”고 말한다.
마오쩌둥은 중국이 자본주의 구민주주의와 소련의 사회주의와 다른, 식민지, 반식민지 국가의 특정한 역사 시기에서 채택된 국가 형식으로 신민주주의 공화국의 과도기를 거쳐야 한다고 보았다. 중국의 사회 현실이 반(半)식민지, 반(半)봉건 사회였기 때문에 혁명의 임무는 마땅히 반(反)제국, 반(反)봉건이어야 한다. 혁명의 임무는 곧 혁명의 성격을 결정하기 때문에 중국 혁명은 신민주주의 혁명이어야 하는 것이다.
신민주주의 경제는 '자본을 제한하고 토지권을 고루 분배하는' 것을 기본 원칙으로 삼으며, 신민주주의 문화는 “무산계급이 영도하는 인민대중의 반제국, 반봉건 문화”를 가리킨다. 이 문화는 중화민족의 신문화이며 민족적, 과학적, 대중적 특징을 갖는다.
마오쩌둥은 “반드시 마르크스주의의 보편 진리를 중국 혁명의 구체적 실천과 완전히 꼭 알맞게 통일시켜야 한다”고 주장하고 또한, “마르크스주의는 민족의 특징과 서로 결합하고 일정한 민족적 형식을 거쳐야 비로소 쓰임새 있어지며, 결코 주관적, 공식적으로 응용할 수 없다”고 했다.
중국 사회 현실, 즉 객관적 실재에 근거한 혁명을 주장한 마오쩌둥은 중국공산당의 혁명노선을 도시에서 농촌으로 넓혀가는 것이 아니라 농촌에서 농민 혁명으로 시작해 도시로 확장하는 방식을 주장했다. 이는 당시 중국이 서구나 소련과 같은 도시 노동자들의 투쟁으로 혁명이 불가능하다고 판단했기 때문이다. 이러한 마오쩌둥의 혁명노선은 성공적이었고, 마르크스주의가 중국 혁명의 실천과 서로 결합하면서 자연스럽게 중국적 마르크스주의가 형성되었고, 그것이 곧 '마오주의'로 정립되었다.

## 저서
- 《지구전론》(持久戰論)
- 《신단계론》
- 《신민주주의론》

## 영향

### 마오쩌둥의 공산주의 혁명이론

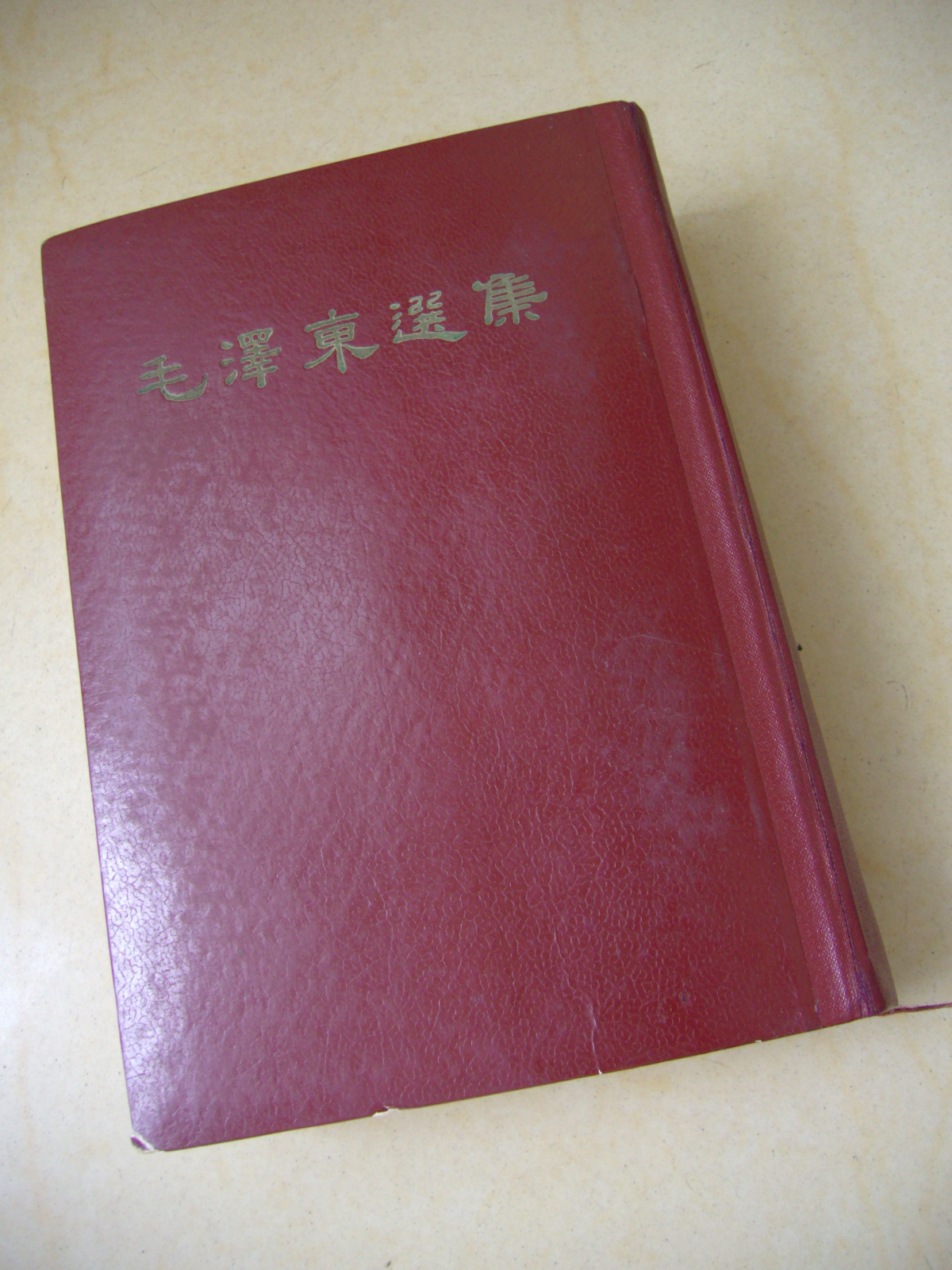
마오쩌둥 선집(選集)

마오쩌둥은 공산주의 혁명의 주체 세력을 농민으로 삼아 공산주의 전파 활동에 중점을 두었다. 산업노동자를 혁명의 원동력으로 본 레닌의 입장을 중국의 현실에 맞게 수정한 것이다. 실례로 그는 엉덩이가 없으면 사람이 서거나 앉을 수 없다고 할 정도로, 중국 공산당과 농민의 관계는 뗄 수 없다고 보았다.
그의 공산주의 이론과 군사이론은 각국의 혁명가들에게 커다란 영향을 주었다. 그리하여 20세기 후반에 호치민, 폴포트, 그리고 체 게바라와 같은 동남아나 중남미의 혁명가들은 그의 전략에 따라 농민을 혁명의 원동력으로 하는 농촌혁명과 게릴라전을 통해 궁극적으로 공산주의 혁명을 달성하려고 하였다.

### 마오쩌둥의 공산혁명 수출
마오쩌둥 이념의 주도하에, 개발도상국들에 공산주의 혁명을 지속적으로 수출하고자 계속 시도하였다. 마오는 해외에도 미얀마, 말레이시아, 태국, 필리핀 등지에 공산주의 노선을 지지하도록 하고 무기, 경제, 기술, 식량 지원 등을 하기도 하였으며 문화대혁명 때만 해도 《모주석어록》을 대량으로 해외로 영어나 스페인어 등으로까지 번역, 수출시켜 마오식 투쟁노선에 기반한 공산주의를 퍼트렸다.

## 평가
마오쩌둥의 경력에 대한 간단한 사실들은 믿을 수 없는 것으로 보인다: 28세의 나이에 몇 명의 다른 사람들과 함께 4억 명의 인구가 있는 광대한 땅에서, 권력을 얻고, 사람들을 조직하고, 재구성하고, 이 땅의 역사를 바꾼 것-역사는 이보다 더 큰 업적을 기록하지 않았다. 알렉산드로스, 카이사르, 샤를마뉴 대제, 유럽의 모든 왕, 나폴레옹, 비스마르크, 레닌 등 어떤 전임자도 마오쩌둥의 업적과 견줄 만한 인물은 없다. 그 어느 나라도 중국만큼 오래되고 거대했던 적이 없었기 때문이다.
마오쩌둥은 논란의 여지가 있는 인물로 남아 있으며 중국과 해외에서 그의 유산에 대해 거의 동의하지 않는다. 그는 20세기에 가장 중요하고 영향력 있는 인물 중 한 명으로 간주된다. 그는 또한 정치적 지성, 이론가, 군사 전략가, 시인 및 선구자로 알려져 있다. 그는 중국에서 제국주의를 몰아내고 중국을 통일하고 지난 수십 년간의 내전을 종식시킨 공로로 인정받고 찬사를 받았다.
그의 정책은 그의 27년 통치 기간 동안 중국에서 다른 20세기 지도자보다 많은 수천만 명의 사망자를 냈다. 그의 정권하에서 사망한 사람들의 수는 4천만에서 많게는 8천만에 이르는 것으로 추정되며, 기아, 박해, 감옥 노동 및 대량 처형을 통해 수행되었다. 이러한 결점에도 불구하고 그의 통치 기간 동안 기대수명, 교육 및 건강 관리가 향상되었고 그는 중국을 빠르게 산업화했다. 그러나 일부에서는 대약진운동과 프롤레타리아 문화대혁명과 같은 그의 정책이 산업화와 현대화를 방해한다고 주장했다. 그의 정책은 이후 중국이 경제 초강대국으로 부상하는 토대를 마련했으며, 그의 정책은 경제 발전을 지연시키고 중국 경제는 마오쩌둥의 정책이 널리 폐기된 후에야 급속한 성장을 이루었다는 주장도 있다. 그의 통치 아래 중국의 인구는 약 5억 5천만 명에서 9억 명 이상으로 증가했지만 정부는 가족 계획 정책을 엄격하게 시행하지 않아 덩샤오핑과 같은 후계자들이 인구 과잉에 대처하기 위해 엄격한 한 자녀 정책을 취하도록 이끌었다. 마오쩌둥의 혁명적 전술은 저항세력에 의해 계속 사용되고 있으며 그의 정치 이념은 전 세계의 많은 공산주의 조직에서 계속해서 수용되고 있다.
만일 마오 주석이 1956년에 서거했더라면 그의 업적은 영원불변했을 것이다. 1966년에 서거했더라면 과오는 있지만 여전히 위대한 인물이었을 것이다. 하지만 주석은 1976년에 서거했다. 아, 무슨 말을 할 수 있겠는가.
중국 본토에서 마오쩌둥은 많은 공산당 당원과 지지자들로부터 존경을 받고 있으며 많은 일반 대중에게 " 현대 중국의 건국의 아버지 "로 존경받고 있으며 "중국 인민에게 존엄과 자긍심을 심어준다"는 공로를 인정받고 있다. 그는 1949년 35세에서 1975년 63세로 늘렸고, 또한 대대적인 농지 개혁, 여성 지위 향상, 대중 문해력 향상, 긍정적으로 "인정을 초월한 중국 사회 변화"에 대해 높게 평가받는다. 마오쩌둥은 문맹 퇴치(1949년에는 인구의 20%만이 글을 읽을 수 있었음), 30년 후에는 65.5%가 글을 읽을 수 있게 했고, 기대 수명을 두 배로 늘리고, 인구를 거의 두 배로 늘리고, 중국의 산업과 기반 시설을 개발하여 세계 강국으로서의 지위를 확보했다.
중국의 유능한 정치가, 역사가, 시인, 철학자, 막강한 권력을 지닌 독재자, 활기 넘치는 조직가, 숙련된 외교가, 유토피아 사회주의자, 가장 인구가 많은 나라의 국가 원수 등 이미 성취한 것에 안주할 수도 있었다. 하지만 그는 동시에 수백만 인민의 삶과 사고방식을 개조하고자 했던 지칠 줄 모르는 혁명가이자 민족 혁명과 피비린내 나는 사회 개혁의 영웅이기도 했다. 이것이 역사가 기록하고 있는 마오쩌둥의 모습이다. 그가 보여준 삶은 규모가 너무 방대하기 때문에 그 의의를 한 가지로 말할 수 없다.
마오쩌둥에게는 중국 비판자도 있다. 그에 대한 반대는 중국 본토에서 검열이나 전문적인 반향을 일으킬 수 있으며 인터넷과 같은 사적인 환경에서 종종 행해진다. 서양권에서의 그는 대약진운동의 죽음과 문화대혁명의 박해로 유명하다. 중국 시민들은 마오쩌둥의 실책을 알고 있지만 그럼에도 불구하고 많은 사람들은 마오쩌둥을 국가 영웅으로 여긴다. 그는 일본의 점령과 아편전쟁으로 거슬러 올라가는 서구 제국주의의 착취로부터 나라를 성공적으로 해방시킨 인물로 여겨진다. 2019년 연구에 따르면 마오쩌둥 시대에 대해 물었을 때 상당한 수의 중국 인구가 삶의 의미가 명확하고 사람들이 서로를 신뢰하고 도우며 불평등이 최소화된 순수함과 단순함의 세계를 묘사했다. 연구에 따르면 노인들은 과거에 대한 향수를 어느 정도 느끼고 부정적인 경험을 인정하면서도 마오쩌둥을 지지하는 것으로 나타났다.
마오쩌둥이 집권한 중국 공산당은 실제로 마오쩌둥의 이념의 상당 부분을 경제적 기초로 거부했지만, 마오쩌둥 통치 하에 수립된 많은 권력을 자체적으로 보유하고 있다. 따라서 중국 본토 내에서 중국 공산당과 마오쩌둥의 유산에 대한 진정한 지지의 정도를 측정하는 것은 어렵다. 한편, 중국 정부는 공식적으로 마오쩌둥을 국가 영웅으로 계속 간주하고 있다. 2008년 12월 25일 중국은 마오쩌둥 탄생 115주년을 맞아 그의 고향인 후난성에서 방문객들에게 마오쩌둥 광장을 개방했다.
마오쩌둥 사상은 제3세계의 많은 공산주의자들에게 영향을 미쳤다. 중국 자체는 마오주의에서 급격히 벗어났다. 1970년대 후반, 그리고 이후 중국 지도자들이 권력을 잡으면서, 마오의 지위에 대한 인식이 줄어들었다. 이는 마오쩌둥의 100번째 생일을 기념하는 수많은 행사와 세미나를 개최했던 이전 해에 비해 마오쩌둥에 대한 국가 인지도의 하락을 수반했다. 그럼에도 불구하고, 중국 정부는 공식적으로 마오쩌둥의 전략을 거부한 적이 없다. 마오쩌둥의 군사적인 글들은 폭동을 일으키려는 사람들과 폭동을 진압하려는 사람들, 특히 마오쩌둥은 대중적으로 천재로 여겨지는 게릴라전의 방식으로 큰 영향력을 계속 가지고 있다.
마오쩌둥의 시와 글은 중국인과 비중국인 모두에게 자주 인용된다. 버락 오바마 대통령의 취임 연설의 공식 중국어 번역본은 마오쩌둥의 시 중 한 구절을 사용했다. 1990년대 중반, 마오쩌둥의 사진이 중화인민공화국의 모든 새로운 인민폐 화폐에 등장하기 시작했다. 이것은 마오쩌둥의 얼굴이 오래된 화폐로 나타나는 일반적인 인물들과 대조적으로 널리 인식되고 있기 때문에 공식적으로 위조 방지 조치로 제정되었다.

## 학력
- 중국 후난성 사오산 초등학교 졸업
- 중국 광둥성 광저우 둥산 중학교 수료
- 중국 후난성 창사 샹샹 중학교 수료
- 중국 후난성 창사 제1중학교 졸업
- 중국 후난성 창사 제1사범학교 졸업

## 가족 관계
부인
- 뤄이슈 (羅一秀, 1889년 ~ 1910년) - 사오산 시 출신, 1907년에서 1910년까지 결혼
- 양카이후이 (楊開慧, 1901년 ~ 1930년) - 1921년에서 1927년까지 결혼, 1930년 국민당에 의해 처형, 마오안잉과 마오안칭, 마오안룽의 모친
- 허쯔전 (賀子珍, 1910년 ~ 1984년) - 1928년 5월 결혼 1939년까지, 마오안훙과 리민 그리고 다른 네 아이의 모친
- 장칭 (江靑, 1914년 ~ 1991년) - 1939년 결혼, 리나의 모친

아들
- 마오안잉 (毛岸英, 1922년 ~ 1950년) - 장남, 양카이후이 소생, 한국 전쟁에서 사망
- 마오안칭 (毛岸靑, 1923년 ~ 2007년) - 차남, 양카이후이 소생
- 마오안룽 (毛岸龍, 1927년 ~ 1931년) - 삼남, 양카이후이 소생, 국공 내전에서 사망
- 마오안훙 (毛岸紅, 1932년 ~ 1971년) - 사남, 허즈젠 소생

딸
- 양위에화 (楊月花, 1929년 ~ 1973년) - 장녀
- 리민 (李敏, 1936년 ~ ) - 삼녀
- 리너 (李訥, 1940년 ~ ) - 사녀

손자
- 마오신위 (毛新宇, 1970년 ~) - 마오안칭의 아들.

## 조선민주주의인민공화국과의 관계
1950년 한국전쟁 기간부터, 친소련파였던 김일성으로는 조선민주주의인민공화국에 영향력을 미치기 어렵다고 본 마오쩌둥은 김두봉, 김무정 김원봉을 통해 조선민주주의인민공화국에 영향력을 행사하려 한다.
그는 1948년에 이미 박헌영을 통해서도 조선민주주의인민공화국에 영향력 행사를 기도하였으나, 소련의 이오시프 스탈린 서기장은 김일성을 조선민주주의인민공화국의 수반으로 낙점한다. 6.25 전쟁 기간 중 그는 김일성의 견제세력으로 박헌영과도 연결을 시도했는데, 박헌영을 김일성의 대안으로도 고려했다. 1953년부터 1955년 8월 종파 사건으로 조선민주주의인민공화국의 남조선로동당원들이 대규모 감금, 체포, 처형당했을 때 그는 조선민주주의인민공화국 외무성을 통해 압력을 넣어 박헌영의 구명운동을 펴기도 했다. 그러나 이는 김일성의 박헌영 처형 의지를 촉진시키는 결과를 초래했다.
전쟁 중 국군과 유엔군의 총공세가 시작되자 김일성은 조선인민군의 손실을 최소화하려고 중공군과의 상의도 없이 멋대로 인민군을 후퇴시켜 결국 중공군은 유엔군의 기습으로 막대한 인명피해와 보급 손실을 받았다.

## 같이 보기
| - 난창봉기 - 광저우 폭동 - 중국 공산당 - 중국 국민당 - 중화인민공화국 - 천두슈 - 쑨원 - 장칭 - 린뱌오 - 장쭤린 - 장제스 - 저우언라이 - 화궈펑 - 류샤오치 - 덩샤오핑 - 사인방 - 마오쩌둥주의 - 세상무난사 | - 이오시프 스탈린 - 블라디미르 레닌 - 린뱌오 - 쑹메이링 - 쑹칭링 - 펑더화이 - 김일성 - 박헌영 - 히로히토 - 데탕트 - 문화대혁명 - 최창익 - 김두봉 - 헨리 키신저 - 리처드 닉슨 | - 팔로군 - 홍위병 - 루쉰 - 제1차 세계 대전 - 제2차 세계 대전 - 한국전쟁 - 인해전술 - 리다자오 - 취추바이 - 최용건 - 조선공산당 - 조선노동당 - 중소분쟁 - 베트남 전쟁 - 남조선로동당 |